# 小今井傓治
小今井 傓治（こいまい せんじ、1925年8月5日 - 2006年6月10日）は、日本の経営者。日立物流社長を務めた。

## 来歴・人物
山口県生まれの福岡県豊前市出身。1948年に東京大学法学部政治学科を卒業し、同年に日立製作所に入社。1977年6月に理事に就任し、1981年6月には日立物流常務に就任。副社長を経て、1981年2月には社長に就任。1994年6月に会長に就任し、1996年6月に相談役に就任。
2006年6月10日に肺炎のために死去。80歳没。